# Fordson Model F
Das Fordson Model F ist ein Traktormodell von Henry Ford & Son, das zwischen 1917 und 1928 hergestellt wurde. Es entstand durch Henry Fords Bestreben, einen leichten, kostengünstigen und leistungsstarken Traktor für jedermann zu bauen. Eine Besonderheit war die damals fortschrittliche Blockbauweise, die bald darauf zum Vorbild für andere Traktorhersteller wurde. Durch Massenproduktion und damit ermöglichte Preissenkungen eroberte das Model F in den Vereinigten Staaten und in Europa einen beträchtlichen Marktanteil und trug dort wesentlich zur Mechanisierung in der Landwirtschaft bei. 

## Geschichte
Henry Ford wollte erschwingliche Fahrzeuge für Landwirte bauen, die als erster Schritt zur Mechanisierung in der Landwirtschaft vielseitig einsetzbar waren. Der Traktor sollte leicht, stark, einfach zu handhaben und kostengünstig sein. Ford selbst sagte: „Wie bei dem Automobil strebten wir nach Leistung, nicht nach Gewicht (…) Der einzige Typ von Schlepper, den ich der Konstruktion für wert hielt, sollte so leicht, stark und einfach sein, dass jeder ihn zu handhaben verstünde. Außerdem sollte er so wenig kosten, dass ihn jeder sich auch leisten konnte.“
Henry Ford und seine Konstrukteure arbeiteten etwa zehn Jahre an der Entwicklung des Traktors, wobei die ersten Prototypen aus Ford-Pkw-Teilen und Teilen von Landmaschinen anderer Hersteller zusammengesetzt wurden. Die neuartige Grundidee zur Konstruktion bestand in der Blockbauweise des Traktors. Durch das Weglassen des bisher üblichen Rahmens entstand ein vergleichsweise leichtes Fahrzeug.
Der entscheidende Impuls für die Serienfertigung des Model F kam während des Ersten Weltkrieges. Um die britische Landwirtschaft zu unterstützen, sollten die Traktoren in Großbritannien produziert und bei der Feldarbeit eingesetzt werden. Wegen der Kriegsbedingungen wurde der Plan jedoch verworfen. Stattdessen bot Henry Ford an, die Traktoren in den Vereinigten Staaten herzustellen und nach Großbritannien zu verschiffen. Die britische Administration willigte ein und Ford begann 1917 mit der Produktion. Bis April 1918 gelang es Ford, 7000 Fordson-Traktoren nach Großbritannien zu liefern.
Der Listenpreis betrug 1918 in den Vereinigten Staaten 750 $ und fiel bis 1922 auf 395 $. Später sank der Preis noch tiefer. Insbesondere die Massenproduktion am Fließband ermöglichte diesen niedrigen Preis. Viele Konkurrenten in den Vereinigten Staaten konnten bei diesem Preiskampf nicht mithalten und mussten aufgeben. Lediglich wirtschaftlich leistungsfähige Hersteller wie beispielsweise Case oder John Deere überlebten.
Etwa die Hälfte aller Traktoren in den Vereinigten Staaten im Jahr 1921 stammten von Ford. Durch fortgesetzte Preissenkungen erreichte das Model F in den folgenden Jahren einen Marktanteil von bis zu 75 %. In Deutschland stieß das Model F zunächst auf Ablehnung, da die heimische Landmaschinenindustrie nicht geschwächt werden sollte und zudem Vorbehalte gegen Erzeugnisse der Siegermächte bestanden. Doch die mit der Zeit erkannte Leistungsfähigkeit begünstigte den Import. Insbesondere der günstige Preis von 2900 Goldmark machte das Model F daraufhin auch in Deutschland beliebt und bis 1926 war jeder fünfte neu gekaufte Traktor ein Ford.
Der Fordson Model F wurde auch nach Russland exportiert und dort zudem unter dem Namen Fordson-Putilowez in Lizenz weitergebaut.
Aufgrund des großen Erfolgs vernachlässigte Ford die Weiterentwicklung und die Konkurrenz übernahm und verbesserte die Konstruktion. Die Verkäufe bei Ford gingen daraufhin zurück und 1928 wurde die Produktion eingestellt. Insgesamt wurden über 750.000 Model F hergestellt.

## Technik
Das Model F hat einen wassergekühlten Vierzylinder-Vergasermotor mit einem Hubraum von 3916 cm³ und einer Leistung von 20 PS. Der Motor wird mit Benzin gestartet und dann mit Petroleum betrieben. Einen elektrischen Anlasser gab es damals noch nicht, sodass der Motor von Hand angekurbelt werden muss.
Das Getriebe hat drei Vorwärtsgänge und einen Rückwärtsgang; die Antriebskraft wird auf die Hinterräder übertragen. Je nach Bereifung ist der Traktor sowohl für den Einsatz auf dem Acker als auch auf der Straße geeignet; er wiegt 1232 kg und erreicht eine Höchstgeschwindigkeit von 10,9 km/h.